# Convent de Sant Sebastià (la Bisbal d'Empordà)
El Convent de Sant Sebastià o de Sant Francesc és un edifici de la Bisbal d'Empordà (Baix Empordà), catalogat com a bé cultural d'interès local.

## Història
Va ser fundat el 1580 al lloc on antigament hi hagué una ermita dedicada a Sant Sebastià. El 18 de maig del 1590 es va col·locar la primera pedra de l'església, que va ser beneïda el 21 de desembre del 1591. El temple va ser ampliat l'any 1791.
A finals del segle xx, l'edifici del convent-noviciat de franciscans fou dedicat, en la part no ocupada pels frares, a l'Escola de Ceràmica. Des del 2003 és un dels centres de la Fundació Acollida i Esperança.

## Arquitectura
És un gran edifici situat en una zona enlairada a l'extrem sud-oest de la Bisbal. El conjunt és format per l'església i el claustre, al voltant del qual s'articulen les diverses estances necessàries per a la vida conventual. Les dependències són d'èpoques constructives diverses, que van del segle xvi al xviii. Els elements més remarcables del conjunt són l'antic refectori bastit en estil gòtic tardà el segle xvi, cobert amb volta de creueria, i el petit claustre de planta quadrada, d'influència clàssica, que és format per dos pisos de sis arcs de mig punt sostinguts per columnes dòriques; les voltes són d'aresta a la planta i amb embigat al pis, i les cobertes de teula a una vessant; conserva inscripcions del segle xviii. A l'exterior, l'edifici presenta obertures rectangulars i coberta de teula a dues vessants. La porta d'accés al convent és d'inspiració clàssica, amb brancals de pedra que simulen pilastres i un entaulament on apareix una inscripció amb la data del 1689.
L'església es troba a la banda esquerra del convent. És un edifici d'una nau amb capelles laterals i coberta de teula a dues vessants. La façana presenta una porta d'accés, rectangular senzilla i decorada amb elements del vocabulari clàssic. Té pilastres laterals i entaulament, i a la llinda figura la inscripció: AEDIFICATA 1590 - PROLONGATA 1791. A la part superior de la façana hi ha un òcul. El coronament és ondulat. L'interior és cobert amb volta de canó amb llunetes i arcs torals de mig punt. El campanar de cadireta té una obertura d'arc de mig punt, s'eleva a la banda dreta de la nau. El temple té adossades, a la banda dreta, les dependències del convent i, a l'esquerra, les utilitzades per l'escola de ceràmica.
Damunt la porta de l'edifici figura la data del 1689, i a l'interior hi ha diverses inscripcions del segle xviii. El conjunt és, per tant, el resultat de diverses etapes constructives. A la primera etapa correspon el refectori, bastit en estil gòtic tardà, en el segle xvi. Posteriorment, durant el segle xvii, es va modificar la porta d'accés, on apareix la data anteriorment esmentada del 1689; i el claustre, segons consta a les inscripcions del 1739 i el 1740 que hi apareixen, és obra del segle xvi.